# 1586. letka RAF
1586. polská letka pro speciální operace (anglicky No. 1586 (Polish Special Duties) Flight, polsky 1586 Eskadra Specjalnego Przeznaczenia) Royal Air Force byla zformována 4. listopadu 1943 na základně RAF Derna v Libyi s letouny Handley Page Halifax II určenými ke speciálním operacím. Letka byla rozpuštěna 7. listopadu 1944 na základně RAF Brindisi kde na jejím základě byla obnovena 301. (polská) peruť RAF.
1586. letka původně vznikla z příslušníků dřívější 301. polské bombardovací peruti po jejím rozpuštění polským velitelstvím z důvodu nedostatku personálu a vycvičených osádek. Zbývající osádky a letouny pak utvořily letku „C“ 138. peruti speciálního určení, krátce také označovanou jako „Letka 301. peruti pro speciální operace“ (301 Squadron Special Duties Flight RAF) než se stala samostatnou 1586. letkou.
Úkoly letky zahrnovaly zásobování partyzánského hnutí a vysazování agentů.